# Valentin Herrgott
Pour les articles homonymes, voir Herrgott.
Valentin Herrgott, né le 11 octobre 1864 à Mitzach (Haut-Rhin) et mort le 23 mars 1936 à Phnom-Penh (Cambodge), est un missionnaire catholique français, membre des Missions Étrangères de Paris.

## Biographie
En 1931, il fonde au Cambodge la congrégation des Frères de Banam.